# Magna TV
Video Data Cable S.A., más conocido como Magna TV es una empresa paraguaya, dedicada principalmente a la TV Cable, Televisión Satelital e IPTV, además de internet y servicios como Video On Demand (VOD). Su sede se encuentra en la Av. Mcal López #3453 c/ Villamayor (Cerca del Palacete Municipal) Asunción, Paraguay. Es propiedad de Laura Lacasa (100%) y de Osvaldo Domínguez Dibb (50%).

## Servicios

### Magna TV Satelital
Ofrece con un total de 120 canales en Definición Estándar (SD) y 45 en Alta Definición (HD), además de señales premium.

## Canales Propios

### Canal 18 TV
Canal que está orientado, principalmente a temas de actualidad, debates, noticias y entrevistas, la emisión de la Serie A TIM y la Copa do Brasil y la emisión en forma parcial de la programación de Telefe, por lo que también actúa como repetidora. Su competidor principal es Unicanal, propiedad del Grupo JBB y operado por Tigo Tv. Este canal empezó a transmitirse el 2 de octubre de 1987 a las 07:30 a. m. (hora local). 

#### Programas
Noticias
- Magna Noticias al Amanecer (05:30)
- Magna Noticias Mediodía (12:55)
- Magna Noticias Central (19:55)
- Magna Noticias Resumen (00:15)

Entretenimiento
- Paraguay de mañana
- Una noche

Diversión

#### Telenovelas
- Viudas e hijos del rock and roll
- Al norte del corazón (Con Anette Michel y Jorge Luis Pila)

#### Ciclos de Cine
- Cine Magna
- Magna Matiné
- Cine Club Magna
- Cine Magna Premier
- Cine Magna Familiar
- Cine Magna sin cortes
- Cine Magna de Noche (en Canal 20)
- Cine Magna de Tarde (a través de Canal 20)
- Canal Magna TV

### Magna TV (Canal 20)
Emite algunas series, telenovelas brasileñas, colombianas, mexicanas, argentinas, venezolanas y norteamericanas, películas y series.
- Confidencial (Muy Pronto)
- El señor de los cielos
- Cebollitas TV
- Hay amores que matan

- Datos: Q19060937